# Браун Михайло Петрович
Михайло Петрович Браун (26 лютого 1903, Ставрополь — 27 серпня 1977, Київ) — український радянський науковець-металознавець, доктор технічних наук, професор, заслужений діяч науки і техніки УРСР (з 1973 року).

## Біографія
Народився 13 (26 лютого) 1903 року у місті Ставрополі. У 1929 році закінчив Донський політехнічний інститут. Працював на металургійних і машинобудівних заводах Волгограда і Свердловська, викладав у Північно-Кавказькому металургійному і Новочеркаському авіаційному інститутах, Українській сільськогосподарській академії (з 1955 по 1971 рік на кафедрі технології конструкційних матеріалів та матеріалознавства). Член ВКП(б) з 1944 року.
В 1951–1954 роках працював в Інституті чорної металургії, з 1955 року — в Інституті проблем лиття АН УРСР.

Могила Михайла Брауна

Помер на 75-му році життя 27 серпня 1977 року. Похований разом із родиною на Байковому кладовищі (північна частина ділянки № 33, 50°25′3.50″ пн. ш. 30°30′10.20″ сх. д. / 50.4176389° пн. ш. 30.5028333° сх. д.).

### Родина
- Донька — науковиця-матеріалознавиця, металург, доктор технічних наук Леоніла Нероденко (1937—2015).
  - Зять — науковець-металург, доктор технічних наук Михайло Нероденко (нар. 1937).
- Син — науковець-фізик, доктор фізико-математичних наук Олег Браун (1949—2019)[2].

## Наукові інтереси
Основні праці стосуються проблем легування і термічної обробки сталі і сплавів, створення комплекснолегованих сталей, розробки методів фрактографічного аналізу.